# Thomas Huschke
Thomas Huschke (nascido em 29 de dezembro de 1947) é um ex-ciclista alemão que competiu no ciclismo nos Jogos Olímpicos de Verão de 1972 e 1976.